# Travej
U arhitekturi, travej je prostor između arhitektonskih elemenata, udubljenje ili odjeljak.

## Primjeri
1. Razmaci između stupova, stupova ili kontrafora u dužini zgrade, podjela u širini naziva se brodovima. Ovo se značenje također odnosi na nadzemne svodove (između rebara), u zgradi koja koristi nadsvođeni konstruktivni sustav. Na primjer, katedrala u Chartresu iz razdoblja gotičke arhitekture ima lađu (glavni unutarnji prostor) koja je "dugačka sedam traveja". Slično u drvenom okviru, polje je prostor između stupova u poprečnom smjeru zgrade i prolaza koji idu uzdužno.[1]
2. Tamo gdje nema stupova ili drugih podjela i pravilno raspoređenih prozora, svaki se prozor u zidu računa kao polje. Na primjer, Mulberry Fields u američkom Marylandu, zgrada u georgijanskom stilu, opisana je kao "5 traveja x 2 traveja", što znači "5 prozora sprijeda i 2 prozora sa strane".
3. Udubljenje u zidu, kao što je erker.[1]
4. Podjela prostora kao što je štala.[1]
5. Prostor između greda ili rogova, polje greda ili rogova.[1]